# Cantabrosoma serrai
Cantabrosoma serrai es una especie de miriápodo cordeumátido de la familia Haplobainosomatidae endémica del norte  de la península ibérica (España).